# Łubnica (Daleszewo)

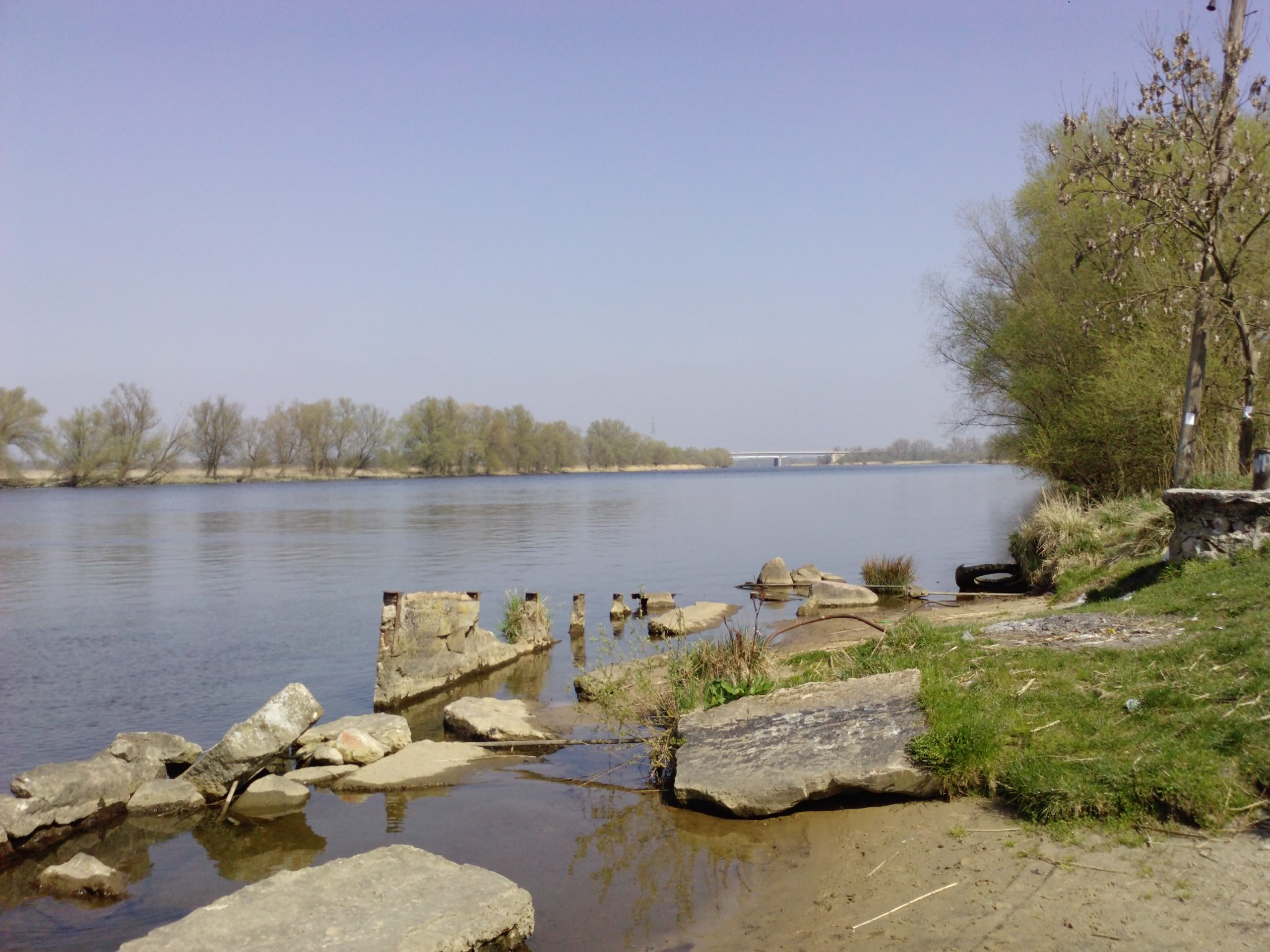
Nabrzeże w Łubnicy w 2009 roku

Łubnica – przysiółek wsi Daleszewo, położonej w Polsce, w województwie zachodniopomorskim, w powiecie gryfińskim, w gminie Gryfino, nad Odrą Wschodnią.
W latach 1975–1998 miejscowość administracyjnie należała do województwa szczecińskiego.
Wieś została założona jako kolonia wsi Radziszewo w 1811 roku przez Georga Schulza. W ostatnich latach dzięki inicjatywie lokalnych działaczy powstało nowe nabrzeże.